# فليساعد الله الفتاة
فليساعد الله الفتاة (بالإنجليزية: God Help the Girl)‏, فِيلم مُوسيقي درامي بريطاني مِن تأليف وإخراج ستيوارت مردوخ عضو فِرقة «Belle and Sebastian» وهو مِن بطولة إيميلي براوننغ و Olly Alexander وهانا موراي وبيير بوولنجر.
عُرِضَ الفيلم لأول مرة في 18 يناير عام 2014 بِمهرجان صاندانس السينمائي وتَم تقديمه بافتتاح مهرجان برلين السينمائي الدولي في 9 فبراير عام 2014, وبعد العرض الأول لِلفيلم حَصلت شَرِكة "Amplify" على حقوق توزيعه فَعَرضته في دور سينما المملكة المتحدة بِتاريخ 22 أغسطس 2014 وفي الولايات المتحدة الأمريكية بِتاريخ 5 سبتمبر عام 2014.

## قصة الفيلم
يَدور الفيلم حول ثلاث شبان يعيشون في غلاسكو، اسكتلندا وهم إيفي «إيميلي براوننغ» وجيمس "Olly Alexander" وكاسي «هانا موراي» الذين يجدون أنفسهُم في نهاية مرحلة المُراهقة على غير هُدى وبلا هَدف في حياتهُم ثُمَ يجمعهُم حب الموسيقى فَيكونون فرقة موسيقية خلال العطلة الصيفية والتي تواجه النجاح وتهديد الفشل بنفس الوقت بسبب مشاكل شخصية بين أعضاؤها.

### الشخصيات
إيفي (إيميلي براوننغ): يبدأ الفيلم في حفل تخرج إيفي من الثانوية العامة التي تُعاني مِن القهم العصبي بسبب إضطراباتها ومَشاكِلها العاطفية فَتدخل إلى مستشفى الأمراض النفسية لكي تتعالج فَتبدأ في المُستشفى بِكتابة وتأليف الأغاني لِلترويح عن نفسها.
جيمس (Olly Alexander): تُقرر إيفي بعد ذلك أن تهرب من المُستشفى على أمل أن تُصبح موسيقية فَتلتقي في إحدى الحفلات بِجيمس وهو شاب يَعمل كَحارس ويطمح أن يصبح مُغني.
كاسي (هانا موراي): ثُم يُعرف جيمس إيفي بِعازفة الإيتار كاسي التي تؤدي دورها هانا موراي فَيصبح الثلاثة أصدقاء ويكونون فرقة موسيقية.
أنطون (بيير بوولنجر): تَتعرف إيفي بعد ذلك على مُغني سيء الخُلق يعمل في محطة إذاعية محلية يُدعى أنطون فَيقترح عليها أن تعطيه شريط موسيقي يحتوي على أغاني الفرقة لكي يعرضه على منتجي الراديو فَتوافق إيفي على ذلك رغم اعتراض جيمس الذي قال لها أن موسيقى الأغاني ليست جاهزة بعد، شيئاً فَشيئاً تكثر مُقابلات إيفي لأنطون فَتبدأ بينهُما علاقة غرامية سرية ثم يكتشف جيمس المُغرم بِإيفي العلاقة السرية فَتحدث مشاكل بين الفرقة ويتفرقون وتعود إيفي إلى إدمان المُخدرات وتعود إلى العلاج النفسي ومع نهاية العطلة الصيفية تلتقي بجيمس من جديد فتخبره أنها تُخطط لِدخول كُلية الموسيقى في لندن وتعود صداقتهُم من جديد فَيُقرر الثلاثة أن يعزفوا معاً للمرة الأخيرة في محطة الراديو قبل أن يسلك كل عضو من أعضاء الفرقة دربه الجديد في الحياة.

## الأبطال
- إيميلي براوننغ بدور إيفي.
- بيير بوولنجر بدور أنطون.
- هانا موراي بدور كاسي.
- Olly Alexander بدور جيمس.
- كورا بيسيت.[16]

## الإستقبال
بعد العرض الأول لِلفيلم في مهرجان صاندانس السينمائي تُفيد تقارير موقع الطماطم الفاسدة بأن 68٪ بين 40 من الآراء أعطت الفيلم وجهة نظر إيجابية، مع متوسط درجة من 5.7 من أصل 10.

## الجوائز

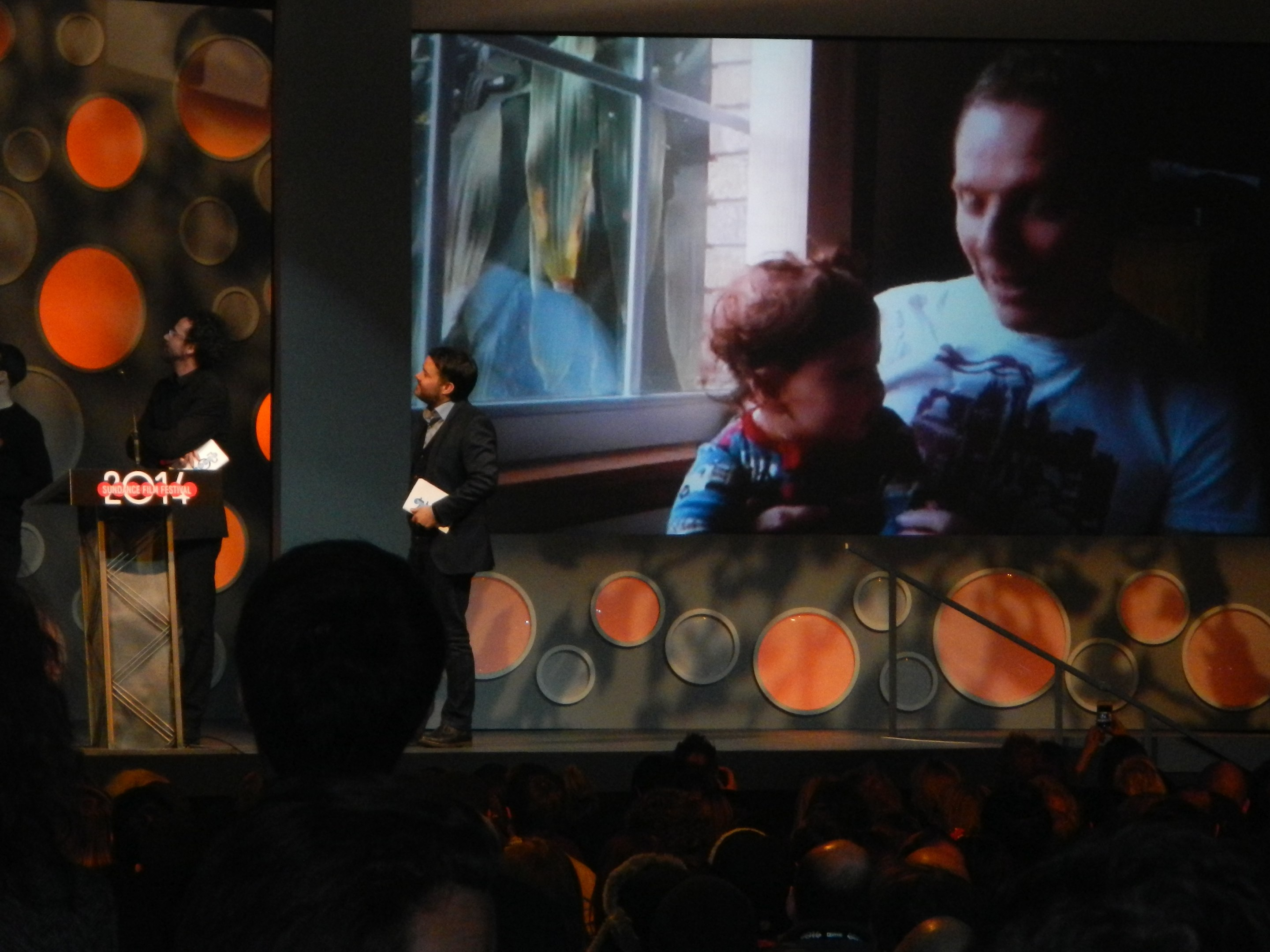
أبطال الفيلم الأربعة وهم يتسلمون جائزة لجنة التحكيم الخاصة في مهرجان صاندانس السينمائي.

ترشح ستيوارت مردوخ لِجائزة "Crystal Bear" عن هذا الفيلم في مهرجان برلين السينمائي الدولي ولم يفز بِها، وأيضاً لجائزة "World Cinema Grand Jury Prize: Dramatic" في مهرجان صاندانس السينمائي ولكنه لم يفز بِها وترشح أبطال الفيلم الأربعة لِجائزة "World Cinema Dramatic Special Jury Award (Ensemble)" وفازوا بِها.

## وصلات خارجية
- فليساعد الله الفتاة على موقع IMDb (الإنجليزية)
- فليساعد الله الفتاة على موقع ميتاكريتيك (الإنجليزية)
- فليساعد الله الفتاة على موقع روتن توميتوز (الإنجليزية)
- فليساعد الله الفتاة على موقع نتفليكس (الإنجليزية)
- فليساعد الله الفتاة على موقع قاعدة بيانات الأفلام العربية
- فليساعد الله الفتاة على موقع ألو سيني (الفرنسية)
- فليساعد الله الفتاة على موقع أول موفي (الإنجليزية)
- فليساعد الله الفتاة على موقع بوكس أوفيس موجو (الإنجليزية)
- فليساعد الله الفتاة على موقع فيلمافينيتي (الإسبانية)
- فليساعد الله الفتاة على موقع قاعدة بيانات الفيلم (الإنجليزية)

- الموقع الرسمي
- صفحة الفيلم في قاعدة بيانات الأفلام على الإنترنت.
- فليساعد الله الفتاة